# Trauma (DJ Quik)
Trauma è il settimo album del rapper statunitense DJ Quik, pubblicato il 13 settembre del 2005 e distribuito da Mad Science. Il disco vede la collaborazione di Nate Dogg, AMG, Ludacris, Jodeci, Wycleaf Jean e B-Real dei Cypress Hill. L'album vende 24 000 copie nella prima settimana.

## Ricezione
| Recensione        | Giudizio |
| ----------------- | -------- |
| AllMusic          | [ 1 ]    |
| RapReviews        | [ 3 ]    |
| HipHopDX          | [ 4 ]    |
| Los Angeles Times | [ 5 ]    |

L'album ottiene un discreto successo di pubblico e critica. AllMusic recensisce positivamente il settimo album in studio di Quik, paragonandolo all'esordio. Anche Steve Juon di RapReviews si esprime positivamente nei confronti dell'album, paragonando Quik ad artisti come Diamond D e KRS-One.
Trauma entra in quattro classifiche statunitensi, raggiungendo la top ten tra gli album rap e il primo posto tra quelli indipendenti. Al 31 gennaio del 2006, il disco ha venduto più di 100 000 copie nel mercato degli Stati Uniti.

## Tracce
Musiche di DJ Quik.
1. Doctor's Office (Intro) – 0:19 (DJ Quik)
2. Intro for Roger – 2:58 (DJ Quik)
3. Fandango (featuring B-Real) – 3:36 (testo: David Blake, Louis Freese)
4. Till Jesus Comes – 3:04 (DJ Quik)
5. Black Mercedes (featuring Nate Dogg) – 3:56 (testo: Blake, Nathaniel Hale)
6. Get Up (featuring The Game & AMG) – 3:07 (testo: Blake, Jason Lewis, Jayceon Taylor)
7. Get Down (featuring Chingy) – 3:07 (testo: Blake, Howard Bailey, Jr.)
8. Ladies & Thugs (featuring Wyclef Jean) – 3:47 (testo: Blake, Wyclef Jean)
9. Catch 22 – 3:33 (DJ Quik)
10. Indiscretions In The Back Of The Limo (featuring T.I.) – 3:44 (testo: Blake, Clifford Harris, Jr.)
11. Pacific Coast Remix (featuring Ludacris & Kimmi J.) – 4:20 (testo: Blake, Christopher Bridges, T. Moore)
12. Quikstrumental (Quik's Groove 7) (featuring Jodeci) – 3:06 (testo: Blake, Dalvin DeGrate, Cedric Hailey, Joel Hailey, Derek DeGrate, Donald DeGrate)
13. Jet Set (featuring Tai Elton Phillips) – 2:46 (testo: Blake, Tai Phillips)
14. California (featuring AMG) – 3:15 (testo: Blake, Lewis)

Durata totale: 44:38

## Classifiche
| Classifica (2005)         | Posizione massima |
| ------------------------- | ----------------- |
| Stati Uniti               | 43                |
| US Independent Albums     | 1                 |
| US Top Rap Albums         | 9                 |
| US Top R&B/Hip-Hop Albums | 13                |